# ادا پنگا
ادا پانگا (به انگلیسی: Ada Punga) در پاکستان است که در مناطق قبیله‌ای فدرال واقع شده‌است.

## خصوصیات
ادا پانگا ۱٬۹۵۷ متر بالاتر از سطح دریا واقع شده‌است.